# Laura Saini
Laura Saini fou una mezzosoprano italiana que va crear dos papers per a dues òperes de Verdi: Giovanna a Ernani (La Fenice, Venècia, 1844) i Giovanna a Rigoletto (La Fenice, Venècia, 1851).